# Conseil œcuménique des Églises
Pour les articles homonymes, voir COE.
Le Conseil œcuménique des Églises (COE ou CŒE, en anglais World Council of Churches - WCC) est une organisation non gouvernementale chrétienne œcuménique, fondée en 1948, qui se veut une « communauté fraternelle d'Églises qui confessent le Seigneur Jésus-Christ comme Dieu et Sauveur selon les Écritures et s'efforcent de répondre ensemble à leur commune vocation pour la gloire du seul Dieu, Père, Fils et Saint-Esprit » . L'objectif du COE est l'harmonie entre les chrétiens au travers de réalisations concrètes communes. Il n'a pas vocation à devenir une « super-Église ». Son siège est situé au Grand-Saconnex, près de Genève en Suisse.
En 2018, il compte 350 membres de presque toutes les traditions chrétiennes, notamment protestantes, anglicanes, orthodoxes, vieille-catholiques, pacifistes, évangéliques et d'institution africaine, qui représentent 500 millions de chrétiens. L'Église catholique romaine n'est pas membre, bien qu'elle collabore pour certains sujets.

## Histoire
Le Conseil œcuménique des Églises a ses origines dans le mouvement œcuménique des XIXe et XXe siècles, dont la Conférence missionnaire d’Édimbourg en 1910. En 1920, une lettre du Synode orthodoxe de Constantinople invite à la création d’une organisation pour toutes les confessions chrétiennes. En 1937, les dirigeants de 100 Églises donnent leur accord, mais la Seconde Guerre mondiale freine le projet. En 1948, 147 confessions chrétiennes sont réunies pour la fondation du Conseil œcuménique des Églises et la première assemblée générale à Amsterdam.

## Critères d'admission

### Critères théologiques
- Dans sa vie et son témoignage, l'Église professe la foi dans le Dieu trinitaire selon les Écritures, et telle que cette foi est reflétée dans le Symbole de Nicée-Constantinople.

- Il existe dans cette Église un ministère de proclamation de l'Évangile et de célébration des sacrements selon la conception de sa doctrine.

- L'Église baptise au nom du seul Dieu, « Père, Fils et Saint Esprit », et reconnaît la nécessité d'aller vers la reconnaissance du baptême d'autres Églises.

- L'Église reconnaît la présence et l'activité du Christ et du Saint Esprit en dehors de ses frontières propres et prie pour que toutes reçoivent de Dieu la sagesse de prendre conscience du fait que d'autres Églises membres croient aussi en la Sainte Trinité et la grâce salvifique de Dieu.

- L'Église reconnaît dans les autres Églises membres du COE des éléments de la véritable Église, même si elle ne les considère pas comme « des Églises dans le vrai et plein sens du terme » (Déclaration de Toronto).

### Critères d'organisation
- L'Église doit prouver l'autonomie permanente de sa vie et de son organisation.

- L'Église doit avoir la possibilité de prendre la décision de poser officiellement sa candidature et de continuer à appartenir à la communauté fraternelle du COE sans devoir obtenir l'autorisation d'un autre organisme ou d'une autre personne.

- En règle générale, une Église candidate doit compter au moins cinquante mille membres. Pour des raisons exceptionnelles, le Comité central peut renoncer à appliquer ce critère et admettre une Église qui n'y satisferait pas.

- Une Église candidate comptant plus de 10 000 membres mais moins de 50 000, à laquelle n'a pas été accordée la qualité de membre pour des raisons exceptionnelles aux termes de l'article I.3.b)3) du Règlement, mais qui satisfait à tous les autres critères d'admission, peut être admise comme membre aux conditions suivantes : (a) elle n'aura pas le droit de participer à la prise de décisions à l'Assemblée ; (b) elle pourra participer avec d'autres Églises au choix de cinq représentants au Comité central, conformément à l'article IV.4.b)3) du Règlement. À tous autres égards, cette Église est considérée comme une Église membre appartenant à la communauté du COE.

- Les Églises doivent reconnaître l'interdépendance essentielle des Églises membres appartenant à la communauté du COE, en particulier celles de la même confession. Elles doivent faire tout leur possible pour entretenir des relations œcuméniques constructives avec d'autres Églises du pays ou de la région. Cela suppose normalement qu'elles soient membres du Conseil national des Églises ou d'un organisme similaire et de l'organisation œcuménique régionale ou sous-régionale.

## Profession de foi
Le COE, dans son document de base, se réfère explicitement à la Bible, depuis 1961 (assemblée plénière de New Delhi). À ce congrès majeur, le Conseil international des missions et vingt-trois nouvelles églises — au nombre desquelles les Églises orthodoxes de Russie, de Roumanie, de Bulgarie, de Pologne et onze église africaines — rejoignent le COE, portant ses membres à 198. L'Église catholique envoie, elle, cinq observateurs.
La base du COE est alors modifiée par l'introduction explicite du « mystère de la Trinité » : les Églises membres du COE « confessent [selon les Écritures], le Seigneur Jésus-Christ comme Dieu et Sauveur et pour cette raison, cherchent en commun à accomplir ce à quoi elles ont été appelées, à la gloire de Dieu le Père, le Fils et le Saint-Esprit ». Cette affirmation d’une confession de foi — non biblique — relance la querelle christologique mise sous le boisseau en 1948 et provoque le divorce avec une petite tendance du libéralisme théologique et l'exclusion de fait des églises refusant la trinité comme les swedenborgiens ou encore les unitariens, ces derniers finalisant le processus de rapprochement avec les universalistes entamé depuis plusieurs années pour fonder les « unitariens universalistes ».

## Structures
L'Assemblée plénière est l'organe législatif suprême du Conseil qui se réunit ordinairement tous les sept ans. Elle élit un Comité central de 150 membres auquel elle délègue ses attributions, sous réserve d’appliquer la Constitution du COE, pendant les intersessions. Le siège social du COE est basé à Genève.

### Organisations régionales
Le COE est aussi organisé en conseil régionaux qui rassemblent les Églises membres et d'autres non-membres, notamment des Églises catholiques :
- Europe : Conférence des Églises européennes
- Amérique latine : Conseil latino-américain des Églises
- Moyen-Orient : Conseil des Églises du Moyen-Orient
- Pacifique : Conférence des Églises du Pacifique
- Asie : Conférence chrétienne d'Asie
- Afrique : Conférence des Églises de toute l'Afrique
- Caraïbe : Conférence des Églises de la Caraïbe

### Assemblées plénières
L'Assemblée est l'organe législatif suprême du Conseil œcuménique. Elle se réunit ordinairement tous les sept ans.
1. Amsterdam, 1948 : « Le désordre de l’homme et le dessein de Dieu. ». Une base provisoire y est adoptée : « Le Conseil Œcuménique des Églises est une communauté d’Églises qui confessent le Seigneur Jésus-Christ comme Dieu et Sauveur. »
2. Evanston, 1954 : « Le Christ, espérance du monde. »
3. New Delhi, 1961 : « Jésus-Christ, lumière du monde. ». Cette assemblée voit l’entrée du Conseil international des missions dans le COE. Une nouvelle Base théologique ou définition y est adoptée non sans réserve : « Le Conseil Œcuménique des Églises est une communauté fraternelle d’Églises qui confessent le Seigneur Jésus-Christ comme Dieu et Sauveur selon les Écritures et s’efforcent de répondre ensemble à leur commune vocation pour la gloire du seul Dieu, Père, Fils et Saint-Esprit. ». Sur cette déclaration, l’Église réformée de France (ERF) demanda qu’on n’insiste pas trop sur la trinité car elle ne souhaitait pas exclure sa minorité libérale, le plus souvent unitarienne[note 1]. La Fédération des Églises protestantes de Suisse (FEPS) écrivit une lettre indiquant que cette base théologique ne saurait limiter la liberté des pasteurs exerçant dans les cantons relevant de son autorité[12]. De ce fait, les Églises explicitement unitariennes s'en furent fonder les « Unitariens universalistes ».
4. Uppsala, 1968 : « Voici que je rends tout nouveau. »
5. Nairobi, 1975 : « Jésus-Christ libère et unit. »
6. Vancouver, 1983 : « Jésus-Christ, vie du monde. »
7. Canberra, 1991 : « Viens, Esprit Saint ; renouvelle toute la création. »
8. Harare, 1998 : « Tournons-nous vers Dieu dans la joie de l’espérance. » Lors de ce synode un esclandre fut tout près car les Églises orthodoxes disputèrent la cérémonie d’ouverture présidée par une femme pasteur[13].
9. Porto Alegre, 2006 : « Transforme le monde, Dieu, dans ta grâce. ». Lors de cette assemblée mondiale du COE, une procédure nouvelle de vote pour l’adoption des textes, comme des motions, a été utilisée : le vote par consensus, ou à la quasi-unanimité, au lieu des votes à la majorité, simple ou qualifiée, des participants[14].
10. Busan (République de Corée), du 30 octobre au 8 novembre 2013 : « Dieu de la vie, conduis-nous vers la justice et la paix ». Sous le secrétariat général du pasteur Olav Fykse Tveit depuis 2010, le COE élit un Comité central qui, comptant 39 % de femmes, 61 % d'hommes, dont 68 % de membres ordonnés et 32 % de laïcs, est présidé par un membre de l'Église anglicane du Kenya, Agnes Abuom, première femme et personne d’origine africaine à assurer la fonction[15].
11. Karlsruhe (Allemagne), du 31 août au 8 septembre 2022 :  « L'amour du Christ mène le monde à la réconciliation et à l'unité »[16].

### Secrétaires généraux

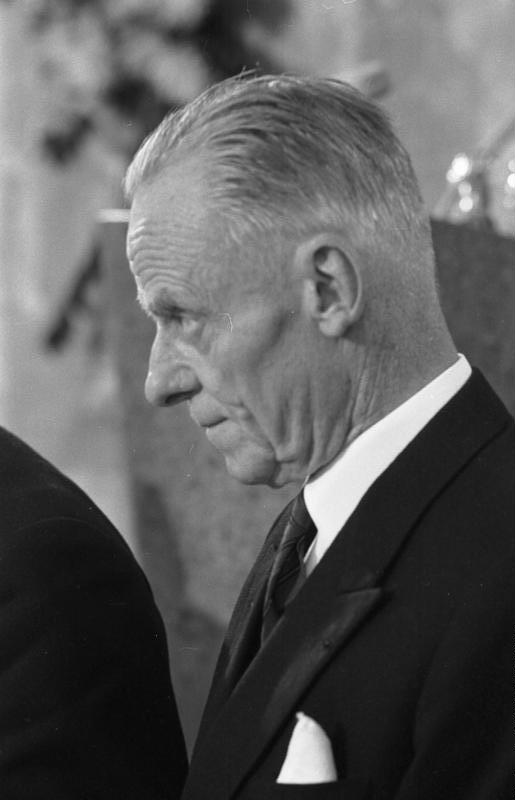
Willem Visser 't Hooft, secrétaire général de 1948 à 1966.

Les secrétaires généraux successifs du COE sont :
- Le Néerlandais Willem Visser 't Hooft (1948-1966)
- L’Américain Eugene Carson Blake (1966-1972)
- Le Dominiquais Philip A. Potter (1972-1984)
- L’Uruguayen Emilio Castro (1985-1992)
- L’Allemand Konrad Raiser (1993-2003)
- Le Kényan Samuel Kobia (2004-2009)
- Le Norvégien Olav Fykse Tveit (2010-2020)
- Le Roumain Ioan Sauca, secrétaire général intérimaire (2022-2022)[18]
- Le Sud-Africain Jerry Pillay, élu le 17 juin 2022 pour prendre ses fonctions le 1er janvier 2023[19]

### Présidents
L’Assemblée élit huit coprésidents qui doivent représenter les régions et les confessions présentes au COE. Les propositions faites par les régions doivent comprendre un mélange de femmes et d’hommes, ainsi que des jeunes (Assemblée de Harare, 1998).
Quelques-uns des présidents du COE : Martin Niemöller, Sarah Chakko (première femme, 1951-1954), Nita Barrow (1983), Paulos Gebre Yohannes (2006-2012), Anastase de Tirana (2006-2013), et dès 2013 Anders Wejryd, Jean X d'Antioche, Garéguine II Nersissian.

### Relations avec l'Église catholique
L'Église catholique, qui regroupe un peu plus de la moitié des chrétiens, n'est pas membre du COE, mais a un statut d’observatrice. Dès 1964, un processus de constitution d'un « Groupe mixte de travail » entre l'Église catholique et le Conseil œcuménique des Églises fut mis en place. Ce groupe a, entre autres, publié en 2005 une étude sur la nature et objet du dialogue œcuménique.
L'Église catholique a envoyé, de manière permanente, des observateurs à toutes les conférences majeures du COE ainsi qu'aux réunions du Comité central et des Assemblées. Depuis 1968, des théologiens catholiques siègent, comme membres à part entière, à la commission Foi et Constitution, le département théologique du Conseil œcuménique des Églises. Notamment, le Conseil pontifical pour l'unité des chrétiens est en relation avec le COE de façon régulière.

## Personnalités
- Heino Falcke président du comité Église et société du COE en 1975, présente la motion pour la préparation du processus conciliaire pour la paix lors de la VIe Assemblée du COE en 1983 à Vancouver. En 1989, il prend la parole en ouverture de la réunion de la Conférence des Églises européennes de Bâle, et devient vice-président du « Rassemblement œcuménique pour la justice, la paix et la sauvegarde de la création » en RDA, à la suite de la conférence de Bâle[22].

- Jean Sindab dirige le Programme de lutte contre le racisme du Conseil œcuménique des Églises (COE) à Genève de 1986 à 1991[23].

## Identité visuelle
Le « symbole œcuménique » rouge, figurant à gauche de la dénomination dans le logotype est ainsi expliqué sur le site officiel du Conseil :

« L’Église est représentée sous la forme d’un bateau voguant sur la mer et portant un mât en forme de croix. Ces premiers symboles chrétiens de l’Église représentent la foi et l’unité et véhiculent le message du mouvement œcuménique.
Le mot oikoumene, duquel émane le terme « œcuménique », veut dire « toute la terre habitée ». À l’origine, ce mot grec faisait allusion au croisement entre la religion, la philosophie et l’administration politique qui façonnaient la société. Dans le Nouveau Testament, la mention d’un décret impérial pour recenser « le monde entier » (Luc 2,1) est une référence à l’oikoumene. Dans son usage moderne, le mot illustre l’unité de l’ensemble de la création divine et reconnaît toute quête de l’être humain comme objet du ministère de guérison de l’esprit du Christ.
Le symbole du bateau puise son origine dans le récit des Évangiles de l’appel des disciples par Jésus et de la tempête apaisée sur le lac de Galilée.
Le symbole œcuménique était déjà utilisé avant la création du COE en 1948, et a revêtu diverses significations depuis lors. »

Logotype dans les différentes langues
Logotype dans sa version française.
Logotype dans sa version anglaise.
Logotype dans sa version allemande.
Logotype dans sa version espagnole.